# Fabio Sciacca
Fabio Sciacca (Catania, Italia, 16 de mayo de 1989) es un futbolista italiano. Se desempeña como mediocampista en el S. C. Palazzolo de la Eccellenza Sicilia de Italia.

## Clubes
| Club                    | País   | Año             |
| ----------------------- | ------ | --------------- |
| Calcio Catania          | Italia | 2008 - 2011     |
| US Grosseto (cedido)    | Italia | 2012            |
| Calcio Catania          | Italia | 2012 - 2013     |
| Ternana Calcio (cedido) | Italia | 2013 - 2014     |
| Vicenza Calcio          | Italia | 2014 - 2015     |
| Castrovillari Calcio    | Italia | 2017            |
| Sancataldese Calcio     | Italia | 2017 - 2018     |
| S. C. Palazzolo         | Italia | 2018 - Presente |